# The Weather Underground
The Weather Underground è un documentario del 2002 diretto da Sam Green e Bill Siegel candidato al premio Oscar al miglior documentario.